# Отравленная рана
Отра́вленная ра́на — рана содержащая яд, попавший в результате укуса ядовитых насекомых, змей и других животных, а также ядовитые вещества, проникшие в рану в результате применения химического оружия либо при работе с токсическими веществами. Из растений отравленные раны могут оставить растения семейства крапивные.